# Ole Strøm
Ole Strøm, född den 25 januari 1726, död den 16 april 1782, var en norskfödd dansk lexikograf. Han var tvillingbror till Hans Strøm. 
Strøm blev stiftsskriver och förvaltare vid Roskilde domkyrkas gods 1763, justitieråd 1775 och etatsråd 1780. Han redigerade sedan 1777 av Dansk Ordbog bokstäverna A–B (den förra tryckt 1780, den senare färdig blott i manuskript).